# Jeferson Alves
Jeferson Alves (Boa Vista, 02 de abril de 1986) é um empresário e político brasileiro, deputado estadual por Roraima pelo Partido Trabalhista Brasileiro (PTB).
Foi candidato em 2012 a prefeito, ficou em 5º lugar obtendo 3.888 votos (2,55%). 
Em 2018, concorreu a uma vaga na ALE-RR, obteve 2616 votos (0,97%), foi eleito por voto proporcional.
Em 2020 o deputado entrou numa polêmica com o atual governador do Estado de Roraima ao divulgar um vídeo, na qual corta uma corrente na Terra Indígena Waimiri Atroari usando uma motosserra e um alicate.
"Há exatamente um ano eu estava aqui fazendo um apelo às autoridades sobre essa corrente", afirma o deputado no vídeo enviando pela assessoria. "Nem o Governo Federal, nem as autoridades competentes fizeram nada, mas hoje, se depender de mim, Roraima vai ficar livre desta corrente"  - Jefferson Alves